# NGC 4919
NGC 4919 (również PGC 44885 lub UGC 8133) – galaktyka soczewkowata (S0), znajdująca się w gwiazdozbiorze Warkocza Bereniki. Odkrył ją Heinrich Louis d’Arrest 5 maja 1864 roku.